# علی النقی
علی بن محمد بن علی (به عربی: عَلیّ بن محمّدٍ الهادی؛ زادهٔ ۱۵ ذی‌الحجه سال ۲۱۲ هجری قمری / ۷ مارس ۸۲۸ میلادی – درگذشتهٔ ۳ رجب سال ۲۵۴ هجری قمری / ۲ ژوئیهٔ ۸۶۸ میلادی) معروف به عَلیّ النَّقیّ و هادی، دهمین امامِ شیعیانِ دوازده امامی پس از پدرش محمد تقی و پیش از پسرش حسن عسکری است. کنیه‌اش «ابوالحسن» است و برای اینکه با موسی کاظم و علی بن موسی الرضا — جد پدری و پدربزرگ که آنان نیز ابوالحسن نامیده می‌شدند — اشتباه نشود، او را «ابوالحسن ثالث» می‌نامند. مادرش سمانه مغربیه، یک اُمِّ‌وَلَد بوده‌است.
به‌اعتقاد امامیه، هادی در کودکی پس از درگذشت پدرش به امامت رسید. تمایل خلفای عباسی پیش از مُتَوَکِّل (مُعتَصَم و واثق) به مُعتَزِله، فضای سیاسی و فکریِ نسبتاً آزادی برای فعالیت و تدریسِ هادی در مدینه فراهم کرد. با روی کار آمدنِ متوکل و پررنگ شدنِ اهل حدیث، عرصه تا حدِّ زیادی بر هادی و شیعیانش تنگ شد. پس از آن بود که متوکل به تحریکِ عده‌ای مبنی بر تصمیم هادی برای شورش، او را به پایتخت خود، سامَرّا، فراخواند تا در این شهرِ نظامی، او را از نزدیک زیر نظر گیرد. هادی در سامرا زندگیِ نسبتاً آزادی داشت اما برای ارتباط با شیعیانش ناگزیر به نامه‌نگاری بود. این نامه‌ها به وکلایی ارسال می‌شد که هادی در سرزمین‌های مختلف برای ادارهٔ امور شیعیان و دریافتِ خُمس به‌کار گماشته بود. از مهم‌ترینِ این وکلا عثمان بن سعید بود که بعدها به‌عنوان اولین نایبِ امام دوازدهمِ شیعیان شناخته شد. هادی در سامرا به مناسبت‌های مختلف مورد سوءظن و آزار متوکل قرار گرفت. بعد از متوکل، مُنتَصِر و مُستَعین دوران کوتاهی حکومت کردند که نسبتاً فشارِ کمتری به هادی وارد می‌کردند. سرانجام مُعتَزّ، بنابر اعتقاد شیعه، دستور مسمومیت هادی را صادر کرد. در جریانِ تشییعِ هادی به‌خاطر ازدحام جمعیت، تابوتش به منزلش بازگردانده و همان‌جا دفن شد. جایی که بعدها پسرش، حسن عسکری، در جوارش دفن شد و «حرم عَسْکَریَّیْن» نام گرفت.
از هادی کرامات و معجزات زیادی نقل شده‌است که به اعتبارِ آن، بعضی غُلات از جمله محمد بن نُصَیر نُمَیری به او نسبتِ رُبوبیَّت دادند. رساله‌ای در جبر و اختیار و زیارت‌هایی چون «جامعهٔ کبیره» و «غدیریه» را به هادی نسبت می‌دهند. زیارت جامعه کبیره، توصیف بلند و بلیغی از جوانب مختلف اصل ولایت و امامت به عنوان یکی از اصول پیشران جامعهٔ شیعی به حساب می‌آید و بر رهبری ائمهٔ شیعه به‌عنوان پیشوایان حکومت اسلامی تأکید دارد.

## تبار
پدرش امام نهمِ شیعیان دوازده‌امامی، محمد تقی بود. از محمد تقی به‌عنوان تنها فرزندِ علی بن موسی الرضا یاد می‌شود. و به همین دلیل معاصرینش او را ابنُ الرِّضا می‌نامیدند. در حدیثی منتسب به علی بن موسی الرّضا، بشارتِ تولد محمد تقی توسط پیامبر اسلام، به‌عنوان «فرزندی که از بهترین کنیزانِ اهل نوبه پدید خواهد آمد» داده شده‌است. در احادیث شیعه با عنوان ابوجعفر از او یاد می‌شود و برای اینکه با محمد باقر — امام پنجمِ شیعیان که او نیز ابوجعفر نامیده می‌شد — اشتباه نشود؛ تاریخ‌نویسان به او «ابوجعفرِ ثانی» می‌گفتند.
مادرِ علی النقی یک اُمِّ‌وَلَد با تبار مَغربی، به نام سوسن یا سَمانه، یا اُمِّ‌فَضْل، دخترِ مأمون بوده‌است. به‌اعتقادِ برنارد لوئیس روایتِ اول محتمل‌تر است چون بنابر تواریخی چون طبری و مسعودی، هرچند پیمان ازدواجِ محمد تقی و ام‌فضل سال‌ها پیش بسته شده بود، اما زودتر از سال ۲۱۵ ه‍.ق رخ نداده‌است. بعلاوه بعضی راویانِ شیعی از جمله مجلسی، اعتقاد دارند ام‌فضل بدون فرزند از دنیا رفته‌است، و مادرِ علیّ النَّقی همان سمانه بوده‌است. بنابر آنچه در نَقدُ الرِّجالِ تَفرِشی ثبت شده، ام‌فضل از القابِ سمانه بوده‌است.

## نام و القاب

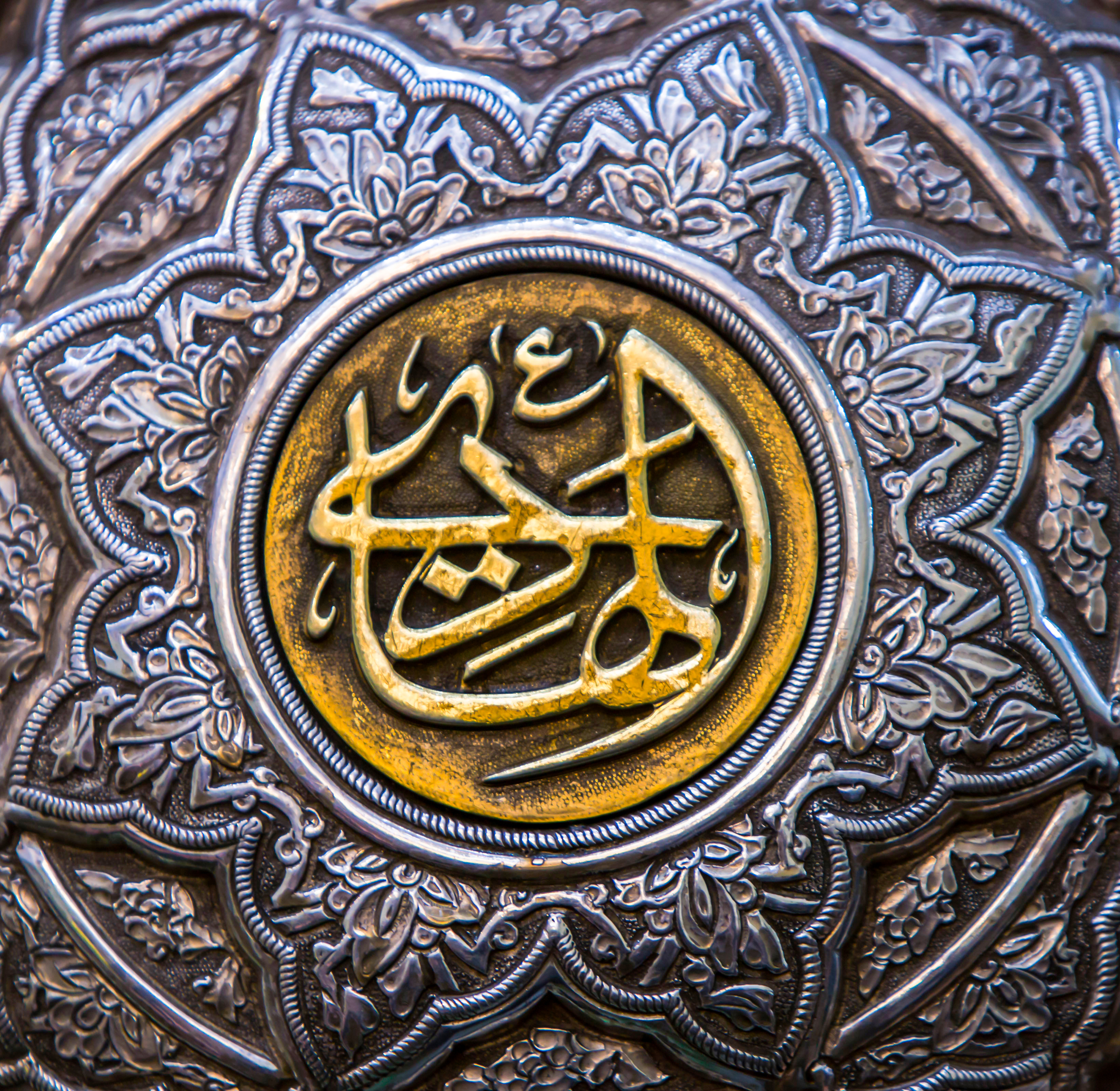
تایپوگرافی نام هادی بر روی ضریح حسین بن علی در کربلا، حرم امام حسین

القابِ معروفِ علیّ بن محمّد، هادی (راهنما) و نَقیّ (برجسته) بوده‌است. عالِم و امین از القابِ دیگرش به‌شمار می‌روند.
علی و پسرش حسن با توجه به زندگی محصوری که در شهر نظامی سامرا تحت نظارت عباسیان داشتند، عسکری یا به تعبیر شیعیان «اِمامَیْنِ عَسکِریّین» هم نامیده می‌شوند.
پدرش کنیهٔ «اَبُوالْحَسن» را به‌احترامِ کنیهٔ پدربزرگش، علی بن موسی الرضا و پدرِ پدربزرگش، موسی کاظم به او اعطا کرد؛ و برای اینکه این سه ابوالحسن با هم اشتباه نشوند، مورخان معمولاً موسی کاظم را ابوالحسنِ اول، علی بن موسی الرضا را ابوالحسنِ ثانی و هادی را ابوالحسنِ ثالث می‌نامند.

## سرگذشت

### شرایط سیاسی و اعتقادی زمانه
خلفای عباسیِ مقارن با امامت هادی عبارت بودند از معتصم عباسی، که از سال ۲۱۸ تا ۲۲۷ ه‍.ق حکومت کرد. پس از او واثق تا ۲۳۲ ه‍. ق، متوکل عباسی تا سال ۲۴۷ ه‍. ق، سپس منتصر به مدت یک سال، مستعین تا اواخر ۲۵۱ ه‍.ق و معتز تا سال ۲۵۵ ه‍.ق زمام حکومت را در دست داشت. هادی در دوران معتز از دنیا رفت.
به‌اعتقادِ رسول جعفریان، رفتار نرمِ خلفای عباسیِ ماقبلِ مُتَوَکِّل با هادی متأثر از سیاستِ مأمون بود. به این دلیل که مأمون از مُعتَزِله در مقابل اهل حدیث حمایت می‌کرد و این مسئله، فضای سیاسیِ مناسبی برای شیعه به‌وجود آورده بود. به‌نوشتهٔ موژان مؤمن تا قبل از به حکومت رسیدن متوکل، هادی کمتر مورد آزار قرار گرفت. از زمان حکومت متوکل عباسی (خ. ۲۳۲–۲۴۷ ه‍.ق/۸۴۷–۸۶۱ م) که از اهل حدیث دفاع می‌کرد، سیاست مُدارای مَأمون (خ. ۱۹۸–۲۱۸ ه‍.ق/۸۱۳–۸۳۳ م) و خلفای پس از وی با شیعیان و معتزله، یکباره به کنار گذشته شد. در دوران متوکل، به‌دستور خلیفه، حرم حسین بن علی تخریب، و امام دهم شیعه، هادی، به‌همراهِ فرزندش حسن عسکری از مدینه به سامرا، پایتخت متوکل، فراخوانده شد تا تحت نظارتِ خلیفه باشد. گزارش‌ها حاکی از آن است که فشارِ شدیدی بر امامان در سامرا می‌آمد و متوکل از هیچ وسیله‌ای در آزار رساندن و بی‌احترامی به وی دریغ نمی‌کرد. همچنین شیعیان در عراق و حجاز در شرایط دشواری زندگی می‌کردند. به‌نقل از اَبُوالْفَرَجِ اصفهانی، تخریبِ حرمِ حسین بن علی به‌عنوانِ یکی از نمونه‌هایِ برخوردِ تندِ متوکل با جریان‌های شیعی به‌شمار می‌رفت. منتصر، پسر و جانشین متوکل این سیاست‌ها را برداشت و در نتیجه هادی آزادی بیشتری پیدا کرد اما سیاست متوکل در زمان مستعین (خ. ۲۴۸–۲۵۲ ه‍.ق/۸۶۲–۸۶۶ م) از سر گرفته شد و هادی تحت نظر جاسوسانِ خلیفه بود. به‌نوشتهٔ موژان مؤمن متوکل حداقل یک بار سعی کرد وی را به قتل برساند اما به طرز معجزه‌گونه‌ای نقشه‌اش خنثی شد.
برنهایمر امامت هادی را نقطه عطفی برای شیعه می‌داند که در آن رهبری مستقیم جامعه شیعه توسط امامان، عملاً با احضار هادی به سامرا و زیرنظر گرفتن او پایان یافت، با این حال، هادی، مانند اسلاف خود، مخفیانه با شبکه زیرزمینی وکالا، که مسئولیت امور مالی و مذهبی شیعیان امامیه را بر عهده داشتند، ارتباط داشت.
به‌واسطهٔ سیاست‌های اداری، مالی و نظامیِ متوکل ازجمله ولخرجیِ فراوان، عدم ثباتِ مقاماتِ اداری و تغییر مکانِ پایتخت به سامرا و نیز چرخش مذهبیِ وی به‌سمت حَنابِله، خلافت تضعیف شد و با قتل وی در ۲۴۷ ه‍.ق/۸۶۱ م توسط غلامانِ تُرک، زمینهٔ زوالِ قدرتِ عباسیان فراهم شد. با وقوع جنگ داخلی در بغداد و سامرا طی یک دهه پس از مرگ متوکل که به کشته‌شدنِ چهار خلیفه انجامید، امپراتوریِ عباسی عملاً تکه‌تکه شد و سلسله‌های نسبتاً مستقلی توسط قدرت‌های نظامیِ محلی تحت عنوانِ «امیر» در جای‌جای سرزمین‌های اسلامی ظهور کردند. این سلسله‌های جدید مانند صَفّاریان، برخلاف امرای قبلی مانند طاهریان، در پی خودمختاری و مرکزگریزی بودند.

### تولد و سال‌های اولیه زندگی
بنا به گزارشِ بیشتر منابع شیعه و سنی از جمله اَلْکافیِ کُلَیْنی، اَلْاِرشادِ شیخِ مُفید، اَلتَّهذیبِ شیخ طوسی و اَلْکامِلِ ابن اَثیر، هادی در نیمهٔ ذِی‌الْحَجّهٔ سال ۲۱۲ ه‍.ق در روستایی به‌نام صِریا در نزدیکیِ مدینه به دنیا آمد. ویلفرد مادِلونْگ ۱۶ ذیحجه مَسارُ الشّیعهٔ شیخ مفید، ۲۷ ذیحجه ۲۱۲ ه‍. ق، مِصْباحُ الْمُتَهَجِّدِ شیخ طوسی دوازدهم یا پنجم رَجَبِ ۲۱۴ ه‍. ق، و کَشفُ الْغُمَّة اِربِلی سیزدهم رجبِ آن سال را ذکر کرده‌اند.
بنا به گزارش اثبات الوصیه عُمَر بن فَرَج، یکی از مقامات عباسی که به دشمنی با شیعیان معروف بود، بلافاصله پس از مرگ جواد به مدینه رفت تا علی را تحت سرپرستی یک معلم غیر شیعی به نام عبدالله جُنَیْدی قرار دهد. هدف از این کار دور کردن شیعیان از هادی بود، که بنا به گزارش اثبات الوصیه نوعی حبس خانگی به‌شمار می‌رفت. به گزارش اثبات، جنیدی متأثر از دانش امام خردسال تغییر مذهب داد. اشاره به این دانش استثنائی در کتاب شیعی ارشاد نیز آمده‌است.

### در مدینه
هادی با فاصله گرفتن از دورانِ کودکی، در مدینه مشغول به تدریس شد. به‌تدریج شاگردانِ زیادی از مناطقی که خاندانِ پیامبر در آنجا حامیان زیادی داشتند — مانند ایران، عراق و مصر — جذب کرد. به‌نوشته دونالدسون، هادی پس از قتلِ پدرش و در دوران باقی‌مانده از حکومتِ معتصم و پنج سال خلافتِ واثق، در مدینه زندگیِ آرامی داشته و مورد آزارِ حکومت قرار نگرفته‌است. به‌نوشتهٔ دونالدسون، هادی حدودِ ۲۵ سال داشت که متوکل زیارتِ قبرِ حسین بن علی را ممنوع کرد. بعد از آن بود که دستورِ تخریب آن را نیز صادر کرد. در همین زمان بود که خلیفه کم‌کم به هادی مشکوک شد.

### احضار به سامرا
پس از اینکه متوکلِ عباسی به خلافت رسید، حاکم مدینه، عبدالله بن محمد بن داودِ هاشمی، نامه‌ای به او نوشت و در مورد فعالیت‌های هادی و پیروانش به خلیفه هشدار داد. ابن اثیر از عبدالله بن محمد هاشمی و برخی ناصِبیان به‌عنوان عاملِ تحریکِ متوکل علیه عَلَویان نام می‌برد. عبدالله بن محمد در نامه‌ای خطاب به متوکل نوشت: «اگر نیازی به حَرَمَیْن داری، علی بن محمد را از آن طرد کن؛ زیرا او مردم را به‌سوی خود خوانده و جمعیتِ زیادی به دعوتِ وی پاسخ مثبت داده‌اند.» هادی وقتی از این نامه مطلع شد، در دفاع از خود نامه‌ای برای متوکل فرستاد و ضمن ردِّ اتهامات، متقابلاً از حاکمِ مدینه شکایت کرد. متوکل در پاسخ، حاکمِ مدینه را از مقامش عزل، و هادی را از بالاترین احترام و اعتمادِ خود مطمئن کرد؛ بااین‌حال از او خواست با خانواده و خدمه به سامرّا نقل مکان کند. از همسرِ متوکل به‌عنوان یکی دیگر از محرّک‌های متوکل برای احضارِ هادی به سامرا یاد می‌کنند.
متوکل همچنین یَحیَی بن هَرثَمه را به مدینه فرستاد تا هم دربارهٔ اتهامات واردشده به هادی تحقیق کند و هم مأمورِ انتقالش به سامرا شود. در این‌باره ابن جُوزی از یحیی نقل می‌کند که مردم مدینه از خبرِ احضارِ هادی آشفته شدند چرا که بر جان هادی می‌ترسیدند، تا جایی‌که یحیی مجبور شد قسم بخورد که هیچ‌گونه دستوری مبنی بر رفتارِ خشونت‌آمیز با هادی ندارد. در ادامهٔ این روایت — که در تَذکِرَةُ الْخَواصّ ثبت شده — آمده‌است یحیی، خانه علی النقی را بازرسی کرد اما چیزی جز نسخه‌هایی از قرآن و کتاب‌های مذهبیِ دیگر کشف نکرد. بر مبنای این گزارش، در مسیرِ انتقالِ هادی به سامرا، اسحاق بن ابراهیم طاهری، والیِ بغداد به دیدارِ هادی آمد و به یحیی سفارش کرد دربارهٔ هادی گزارشِ تحریک‌آمیزی به متوکل ندهد. یحیی در ادامه نقل می‌کند وقتی به سامرا رسیدند وصیف ترکی سفارشِ مشابهی به او کرد و هشدار داد که اگر آسیبی به هادی برسد، از او بازخواست خواهد کرد. بر مبنای این روایت، یحیی سپس نزد متوکل رفت و گزارشی داد که حاکی از حُسنِ سیرت و وَرَع و زُهدِ هادی بود.

### در سامرا
پس از نزدیک شدنِ هادی به بغداد، جمعیتِ زیادی به استقبالش آمدند. والیِ شهر، اسحاق بن ابراهیم طاهری، شخصاً به ملاقات او آمد و تا پاسی از شب نزدش ماند. اما در سامرا خلیفه فوراً او را به حضور نپذیرفت. ولی خانهٔ خُزَیْمَة بن حازِم را برای اقامتش تعیین کرد.
به‌نوشتهٔ ویلفرد مادلونگ، هادی باقی عمرش را در سامرا دائماً زیر نظر بود، بااین‌حال آزادانه در شهر رفت‌وآمد می‌کرد و از طریق وکلایش با شیعیانش در ارتباط بود و از آنان خمس دریافت می‌داشت. وی از قولِ هادی نقل می‌کند که داوطلبانه به سامرا آورده نشده، اما از آنجایی که آب‌وهوای شهر را می‌پسندد، فقط بر خلاف میلِ خود، آنجا را ترک خواهد کرد. از مهم‌ترین وکلای هادی که واسطهٔ ارتباط او با شیعیانش بودند می‌توان به عُثمان بن سَعید عَمروی اشاره کرد که بعدها به‌عنوان اولین سفیرِ امام دوازدهم شیعیان شناخته شد.
به‌نوشتهٔ شیخ مفید، عالم شیعی، پس از ورودِ هادی به سامرا، ابتدا او را در کاروانسرایی به نام «صعالیک» سُکنیٰ دادند. به‌نقل از صالح بن سعید، این اقدام به قصدِ تحقیرِ هادی صورت گرفته‌است. شیخ مفید احترام متوکل به هادی را ظاهری و اقامتِ بیست سالهٔ هادی در سامرا را اجباری می‌داند. طبرسی، دیگر عالمِ شیعی، از تلاش متوکل برای پایین آوردنِ شخصیتِ هادی نزد مردم سخن می‌گوید. رسول جعفریان، مورخِ معاصر شیعه، با استناد به تاریخ مسعودی، دو نمونه از پرسش‌هایی را که متوکل از هادی پرسید، برمی‌شمرد و پاسخ هادی را ناشی از تَقیّه و احتیاط می‌داند. یکی از این پرسش‌ها دربارهٔ عبّاس بن عبدُالْمُطَّلِب و دیگری دربارهٔ منظورِ آیهٔ ۲۵ سورهٔ فُرقان — که از «حسرتِ ستمگر در روزِ قیامت» سخن می‌گوید — پرسیده شده‌است. به‌اعتقاد جعفریان، متوکل با طرح پرسشِ اخیر در مجلس همگانی، قصد داشت هادی را در مقابلِ اهل سنت یا اهل حدیث قرار دهد؛ زیرا خبر داشت از نظرِ هادی این آیه اشاره به بعضی خلفا دارد. هادی در پاسخ، منظور از آیه را دو مرد می‌داند که «خداوند از آنها به کنایت سخن گفته و با عدم تصریح به نام‌شان، بر آنان منّت نهاده‌است؛» و پرسید «آیا خلیفه می‌خواهد آنچه را که خدا مخفی نگاه داشته در اینجا بر ملا کند؟» متوکل به‌ناچار از پرسشِ بیشتر خودداری کرد.
بنا به روایت دیگری که در مُرُوجُ الذَّهَب و مِرآةُ الْجَنان آمده‌است، به متوکل گزارش دادند هادی در خانه، ادواتِ جنگی به‌همراه نامه‌هایی از شیعیانش را مخفی کرده‌است. متوکل دستورِ حمله و دستگیریِ هادی را داد اما چیزی در خانه‌اش یافت نشد. براساس این گزارش، متوکل پس از احضار هادی از او خواست برای مشارکت در مجلس بزمش شعری بخواند. شعر هادی به نوشته منابع شیعی موجب تاثّر متوکل و برچیده شدن مجلس بزم شده‌است.

#### اقدام متوکل برای تحقیر علی النقی و مرگ متوکل
به‌نوشتهٔ سید محمدحسین طباطبایی، متوکل در مواجهه با هادی به ادب رفتار می‌کرد، بااین‌حال نمی‌توانست دست از آزارِ او بردارد و حتی سعی کرد او را از بین ببرد. بر اساس گزارشِ مجلسی در بِحارُالْاَنوار و راوَندی در اَلْخَرائِجُ وَ الْجَرائِح، متوکل برای تحقیرِ علی النقی، به او دستور داد در مقابلِ او و وزیرش که سوار بر اسب بودند، راهی را پیاده بپیماید. به نقل از زراقه، حاجبِ متوکل — که برای تسکین هادی به او نزدیک شده بود — هادی درحالی‌که در زیرِ آفتاب عرق می‌ریخت، آیه‌ای خواند که حکایت از پیش‌بینیِ مرگِ متوکل پس از سه روز را داشت: «سه روز در خانه‌هاتان بهره برید [تا عذاب فرا رسد]. این وعده‌ای بی‌دروغ است.» به‌نوشتهٔ جعفریان در همین هنگام بود که هادی به «دُعاءُ الْمظلوم علَی الظّالم» توسل جُست. به‌گفتهٔ مجلسی و راوندی، سه روز بعد متوکل طی توطئه‌ای کشته شد. روایتِ مشابهی می‌گوید که هادی در زندانِ متوکل، مرگِ خلیفه را پیش‌بینی کرده بود. بنابر نقل دیگری از ابن ارومه، متوکل، هادی را به دست حاجب سپرده بود تا به قتل برساند؛ اما دو روز بعد، طبق پیش‌بینی هادی، شبانه مورد حملهٔ نگهبانانِ ترکِ خود قرار گرفت و در بسترش کشته شد.

#### پس از متوکل
پس از متوکل، پسرش مُنتَصِر به حکومت رسید که سختگیری کمتری نسبت به علویان داشت. بااین‌حال در سایر سرزمین‌ها، شیعیان همچنان تحت فشار بودند. منتصر یک سال بعد مرد و مُستَعین جایش را گرفت. مستعین نیز فقط سه سال حکومت کرد و در سال ۸۶۵ از دنیا رفت. بعد از او مُعتَزّ به حکومت رسید که در طول حکومتش، علی النقی همچنان در سامرا تحت نظر بود.

## امامت
بر مبنای اعتقادِ شیعه، هادی بعد از قتلِ پدرش در سال ۲۲۰ ه‍.ق در سن شش یا هشت سالگی عهده‌دارِ امامتِ شیعیان شد. از آنجایی که پدرش جواد هم در کودکی به امامت رسید، شیعیان این تجربه را از سر گذرانده بودند و دربارهٔ امامتِ هادی چندان دچارِ تردید نشدند. به نقل از شیخ مفید و طبرسی، تقریباً همهٔ شیعیانِ جواد، به هادی پیوستند. به‌جز عدهٔ کوچکی که موسی مُبَرْقَع را امام می‌دانستند. به‌نقل از سَعد بن عبدالله، این عدهٔ کم هم بعد از بیزاری جستنِ موسی مبرقع از آنان، به سمت هادی آمدند. طبرسی و ابن شهرآشوب، این اجماعِ شیعیان را دلیلی برای امامتِ هادی می‌دانند. کلینی و دیگران، نَصِّ باقی‌مانده از امامانِ پیشین را دلیلِ امامتش می‌دانند. از جمله به روایتی استناد می‌کنند که برپایهٔ آن، جواد هنگام احضار به بغداد از سوی معتصم، به‌خاطر خطری که احساس کرده بود، هادی را به جانشینیِ خودش انتخاب کرد.
به‌نوشتهٔ مدرسی، بر طبق شهادتِ خیرانِ خادم — خدمتکار محمد تقی — جواد، پسرش هادی را به امامت برگزیده است. براساس این گزارش، بزرگانِ شیعه در روز وفاتِ محمد تقی گرد هم آمدند تا در این‌بارهٔ تصمیم بگیرند و پس از مباحثاتی که انجام شد، عاقبت شهادتِ خیران را پذیرفتند.
به‌اعتقاد برن هایمر، امامتِ هادی، نقطهٔ عطفی در تاریخِ شیعه محسوب می‌شود؛ به این دلیل که با سکونتِ او در سامرا، رهبریِ مستقیمِ شیعیان توسط امامانِ شیعه به پایان رسید.

### وکلا و یاران
مقارن با امامتِ هادی، جمعیتِ شیعه در سرتاسر سرزمین‌های اسلامی گسترده شده بودند. به‌اعتقاد جعفریان، به همان نسبت، تلاش‌های ضدشیعی برای جلوگیری از این گسترش مشهود بود. شبکه وکالت که از دوران امامان پیشین پا گرفته بود، حالا نقشِ اساسی در تثبیتِ موقعیتِ سیاسی–فرهنگیِ شیعه ایفا می‌کرد و تا یَمَن و عراق و ایران گسترش یافته بود. وکلا علاوه بر جمع‌آوریِ خُمس و ارسال آن برای هادی، در مناظراتِ کلامی و فقهی نیز نقش سازنده‌ای ایفا می‌کردند. ارتباط ائمه با وکلا از طریق نامه بود که توسط افرادِ مطمئن ارسال می‌شد. بسیاری از مباحثِ فقهی و کلامی که امروزه در دسترس است، از طریق این نامه‌ها به‌دست آمده‌است.
پس از مرگ متوکل، تا اندازه‌ای فشار از روی شیعیان برداشته شد. ازاین‌رو سازماندهیِ وکلای هادی در مناطق مختلف تقویت شد. هر یک از وکلا که دستگیر می‌شد، هادی شخصِ دیگری را جانشین می‌کرد.
به‌نوشته جاسم حسین، شهرهای مورد نظر برای تعیین وکلا، به چهار منطقه تقسیم می‌شد؛ منطقهٔ اول، بغداد، مَدائِن، سَواد و کوفه را شامل می‌شد؛ منطقهٔ دوم، بَصره و اهواز بود؛ قُم و همدان منطقه مجزایی بود؛ و حِجاز، یمن و مصر منطقهٔ دیگری محسوب می‌شد. جاسم حسین از قول کِندی، وکلای هادی در مصر را از طرف یزید بن عبدالله، حاکم مصر، تحت فشار توصیف می‌کند. علی بن جعفر و محمد بن فرج از جمله وکلای مصر بودند که دستگیر شدند. ابوحمزه از دیگر رهبرانِ علوی در مصر است که به‌همراه پیروانش به‌اتهامِ فعالیت‌های زیرزمینی در مصر دستگیر شدند. به‌نوشتهٔ شیخ کلینی، محمد بن حجر، یکی دیگر از وکلای هادی، کشته شد و املاک سیف بن لیث، یکی دیگر از وکلا مصادره شد.
از یعقوب بن یزید کاتب، ابراهیم بن محمّد همدانی،
علی بن جعفر، حسین بن عبدِرَبِّهْ، ابوعلی بن راشد اَیّوب بن روح، احمد بن اسحاق رازی، حسن بن راشد، ابوب بن نوح، عبدُالْعَظیم حَسَنی، عثمان بن سعید عمروی، و محمد بن عثمان می‌توان به‌عنوان وکلا و اصحاب هادی نام برد.
در سدهٔ نخست هجری قمری، بیشتر شیعیان از کوفه بودند و کوفی خوانده می‌شدند. از دوران محمد باقر و جعفر صادق، لفظِ قمی نیز در آخرِ نامِ بعضی شیعیان به‌چشم می‌خورد که نشان از گسترشِ شیعیان در این شهر داشت. در زمانِ هادی، بیشترین شیعیانِ ایران از قم بودند. شهرهای آوه و کاشان تحت تأثیر تعلیماتِ شیعیِ علمای قم قرار داشتند. محمد بن داود قمی و محمد طَلْحی از جمله کسانی بودند که از قم و مناطقِ اطرافش به‌وکالت از هادی، اموال و اخبار دریافت می‌کردند. با وجود اقلیتِ شیعه در ایرانِ آن روز، جُرجان و نیشابور از دیگر شهرهایی بودند که به مرکزِ نفوذِ شیعه در قرن چهارم هجری قمری تبدیل شد. همچنین همدان و سپس اصفهان از شهرهایی بودند که گروهی از شیعیانِ هادی در آن به‌سر می‌بردند. بُشر بن بَشّار نیشابوری، فَتح بن یزید جرجانی، احمد بن اسحاق رازی، حسین بن سعید اهوازی، حَمْدان بن اسحاق خراسانی و علی بن ابراهیم طالقانی از جمله شیعیان هادی بودند که نام‌شان بیانگرِ انتساب‌شان به شهرهای مختلفِ ایران است.

### مسئله غلات
به‌نوشتهٔ قرشی، معجزاتِ فراوانِ هادی عده‌ای از مردم را واداشت تا بِدعَت‌های برخی غُلات، از جمله علی بن حَسَکه را — که ادعا می‌کردند هادی درواقع خداست و آنان خودشان پیامبران مُرسَلِ اویند — باور کنند.
به‌عقیدهٔ جعفریان، با اینکه امامان شیعی همیشه سعی داشتند غُلات را از خود طرد کنند، اما غالیان نقشِ مؤثری در بدنام کردنِ شیعه ایفا می‌کردند. جعفریان می‌گوید غلات به‌خاطر کج‌فکری یا به قصدِ سوءاستفاده از موقعیتِ ائمه، مخالفتِ امامان را نوعی تَقیّه قلمداد می‌کردند و همچنان به کارِ خود ادامه می‌دادند تا جایی‌که برای ائمه راهی نمی‌مانْد جز اینکه فرمانِ قتلِ بعضی از آنان را صادر کنند.
از غُلاتِ معاصرِ هادی که مشمولِ این فرمان شدند، می‌توان از علی بن حسکه و قاسم یَقطینی نام برد که با نسبت دادنِ احادیثی به هادی، شیعه را بدنام می‌کردند. به‌عنوان نمونه، منظور از فَحشا و مُنکَر در آیهٔ «ان الصّلاة تنهی عن الفحشاء و المنکر» را شخصی می‌دانستند که اهلِ رُکوع و سُجود نیست. یا زَکات را مردِ مشخصی می‌دانستند، نه پرداختِ مبلغی دِرهَم و دینار؛ و بدین ترتیب بسیاری از فَرایض و سُنَن و مَعاصی را تأویل می‌کردند.
قاسم شَعرانی یقطینی، حسن بن محمد بن بابای قمی و محمد بن موسی شُریقی از شاگردان علی بن حسکه بودند. محمد بن نُصَیر نُمَیری و فارس بن حاتم قزوینی، از دیگر غالیانی بودند که مورد لعنِ هادی قرار گرفتند. هادی ضمن نامه‌ای مخصوصاً از ابن بابای قمی بیزاری جسته و نوشته‌است: «ابن بابا گمان برده که من او را به نَبُوَّت برانگیخته‌ام و او باب من است.» سپس از شیعیانش خواست اگر می‌توانند او را بکُشند.
محمد بن نصیر نمیری، رئیس فرقهٔ نُمَیْریّه یا نُصَیْریّه، از دیگر غالیانی بود که ادعا می‌کرد از طرف هادی به نبوت منصوب شده‌است. نمیری معتقد به تناسُخ و رُبوبیَّتِ هادی بود و نِکاحِ محارم و ازدواجِ مرد با مرد را مجاز می‌دانست. عباس بن صدقه، ابُوالْعباس طرفانی (طَبَرانی) و ابوعبدالله کِندی، معروف به شاه رئیس، از دیگر بزرگانِ غلات به‌شمار می‌آیند. فارس بن حاتم از دیگر غالیانی بود که هادی دستور قتلش را صادر کرد و برای قاتل وی سعادتِ اُخرَوی و بهشت را تضمین نمود. یکی از شیعیان به‌نامِ جُنید این دستور را اجرا کرد. به‌عقیدهٔ جعفریان، روایات زیادی که در رجالِ کَشّی دربارهٔ ابن حاتم آمده، نشان‌دهندهٔ خطری است که از جانب او، شیعه را تهدید می‌کرده‌است. احمد بن محمد سیاری از دیگر غالیانی است که کتاب اَلْقِرائاتِ او منبع کسانی است که برای تحریفِ قرآن استدلال می‌کنند. حسین بن عبید از دیگر غالیانی است که همراه با عده‌ای دیگر به اتهامِ غُلُوّ از قم اخراج شد. به‌اعتقادِ جعفریان، تکذیبیه‌های امامان، جریانِ غالیان را تا حد زیادی رو به زوال بُرد، اما انتساب آنان به ائمه سبب شد تا قرن‌ها همچنان در گوشه و کنار سرزمین‌های اسلامی دوام بیاورند.

## کشته شدن

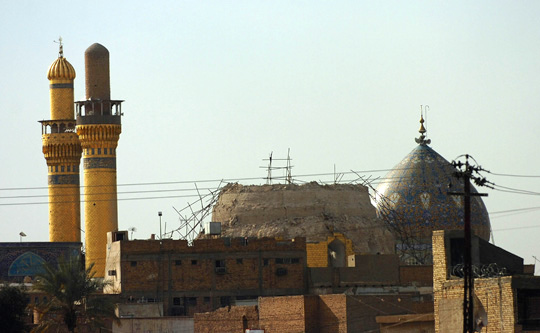
حرم علی نقی و حسن عسکری پس از انفجار و تخریب در سال ۲۰۰۶ م

مادلونگ از قول شیخ صدوق نقل می‌کند که هادی به‌دستور متوکل، یا مُعتَمِد مسموم شد، گرچه هیچ‌یک از این دو در زمان درگذشتِ هادی خلیفه نبودند. به‌نوشتهٔ طباطبایی، علی بن محمد به‌دستور معتز مسموم شد. تاریخِ مسمومیتش را سال ۲۵۴ ه‍.ق در سن ۴۱ سالگی و بعد از سی و سه سال امامت ذکر می‌کنند. این در حالی است که در روز و ماهِ درگذشتش بین مورخان اختلاف است. منابعی چون مسارالشّیعه، مصباح المتهجد و فِرَقُ الشّیعه سوم رجب و کشف الغمه، الکافی و مروج الذّهب ۲۵ یا ۲۶ جمادی‌الثانی را ذکر کرده‌اند. طَبَری و کلینی تاریخ درگذشتش را را ۲۶ جمادی‌الثانی سال ۲۵۴ ه‍.ق می‌دانند. رسول جعفریان با تکیه بر روایتی که از مسعودی و سبط بن جوزی مبنی بر مسمومیت هادی نقل شده، و با توجه به اینکه هادی در هنگامِ مرگ تنها ۴۴ سال داشته و از بیماریِ خاصی رنج نمی‌برده‌است، احتمالِ مسمومیتِ او را زیاد می‌داند. مَقاتِلُ الطّالِبیّن نامِ علی النقی را در میان شهدای علوی قرار نداده‌است.
پس از قتلِ هادی، معتز، برادرش ابواحمد مُوَفَّق را برای خواندنِ نماز مَیِّت فرستاد، اما به‌خاطر شیون و ازدحامِ زیاد افرادی که در عزاداری‌اش حاضر شده بودند، بدنِ هادی به خانه‌اش برگردانده و در حیاط آنجا به خاک سپرده شد.
این خانه در سده‌های اخیر به‌وسیله گروه‌های مختلفِ سنی و شیعه از طرفداران هادی، به یک حرم اصلی توسعه پیدا کرده‌است. فرمِ کنونی آن از زمان بازسازی توسط ناصرالدین شاه قاجار پابرجا است. گنبدِ طلاییِ حرم در سال ۱۹۰۵ م به آن افزوده شده‌است. حسن عسکری، امام بعدی شیعیانِ دوازده‌امامی نیز در این مکان به خاک سپرده شده‌است. حرم علی النّقی و حسن عسکری دو بار  تخریب شد. در نخستین حمله در ۳ اسفند ۱۳۸۴ ه‍.ش با بمب‌گذاری در مرکز گنبد، گنبد و بخشی از گلدسته‌های حرم ویران شد. دومین حمله در ۲۳ خرداد ۱۳۸۶ ه‍.ش رخ داد که گلدسته‌ها نیز تخریب شد.

## خانواده
به‌نوشتهٔ شیخ مفید، همسر علی النقی — که حسن عسکری از او به‌دنیا آمد — یک اُمِّ‌وَلَد به‌نام «حُدَیْثه» بوده‌است. ابن شهرآشوب از او با نامِ «حدیث»، اِربِلی با نام «سوسن» و حسین بن عبدُالْوَهّاب در عُیونُ الْمُعجِزات با نام «سَلیل» یاد می‌کنند. از حدیثه فرزندانی با نام‌های محمد، حسین، جعفر، عالیه و درنهایت حسن عسکری — امام یازدهم شیعیان دوازده‌امامی — متولد شدند.
پس از مرگ هادی، پسرش جعفر ادعای امامت کرد از این رو در منابع امامیه از او با نام «جعفرِ کَذّاب» یاد می‌شود.

## جانشینی
پسرِ هادی، محمد — که بعضی او را جانشینِ پدر می‌دانستند — پیش از او از دنیا رفت؛ و علی النقی پسرِ دیگرش حسن را — که بعدها به حسن عسکری معروف شد — به جانشینیِ خود انتخاب کرد. بنا به روایاتِ متعددی، علی النقی ضمن ردِّ جانشینیِ فرزندِ بزرگش محمد، جانشینیِ حسن را به شیعیانش گوشزد کرده‌است. روایتی در الکافی به سندِ عبدالله بن محمد اصفهانی نقل می‌کند علی النقی، امامِ بعد از خودش را کسی دانسته‌است که بر پیکرش نماز بُگزارد؛ و حسن عسکری بر جنازهٔ پدرش نماز خوانده‌است. حسن، و جعفر دو پسرِ دیگر هادی بودند. شیعیان امامی حسن را جانشینِ هادی می‌دانند. گرچه گروهی دیگر معتقد بودند پسرش محمد — که پیش از او درگذشته بود — امامِ پنهان است. احتمالاً محمد بن نُصَیر نُمَیْری که به علی النقی نسبتِ ربوبیّت داد و مدعی شد باب و پیامبرِ اوست، به این گروه مرتبط بوده‌است. او بنیان‌گذارِ فرقه‌ای از غُلاتِ شیعه به نام نُصَیْریّه شمرده می‌شود.
اکثریت شیعه، پس از درگذشتِ هادی به امامت فرزندش حسن عسکری گردن نهادند. اما چند اقلیت نیز پدیدار شدند که آن را نپذیرفتند. گروهی گفتند که هادی نمرده و غایب شده‌است. برخی به امامت محمد بن علی هادی، پسر ارشدِ علی هادی — که پیشتر مرده بود — معتقد شده و گفته‌اند که او غایب شده یا پس از مرگ مجدداً زنده می‌شود. جمعی نیز به امامت جعفر بن علی، برادر دیگر حسن عسکری، گرویدند. به هر صورت، احمد پاکتچی در دائرةالمعارف بزرگ اسلامی می‌نویسد بر اساس قرائن، در آن زمان برخی بر انقطاع امامت باور داشته‌اند، اما منابع دربارهٔ وجودشان تصریح نکرده‌اند. به‌گفتهٔ وی، درگذشتِ محمد و ویژگی‌های ناشایستِ جعفر، سبب شد که حسن عسکری با چالشی جدی از سوی قائلان به امامت آن‌ها روبرو نشود، بلکه مشکل اصلی وی با معتقدان به انقطاعِ امامت بوده‌است. این تردیدها و اختلافات موجب آن شده که حسن عسکری با ارسالِ نامه‌هایی برای اصحابِ خود در تثبیتِ امامتِ خود و دفع شک و اختلاف بکوشد؛ ازجمله وی نامه‌هایی در این خصوص به اسحاق بن اسماعیل نیشابوری و احمد بن اسحاق اشعری و برخی دیگر می‌نویسد و این نامه‌ها نشان‌دهندهٔ پراکندگیِ این اختلافات در سرزمین‌های مختلفی است که شیعیان در آن می‌زیسته‌اند.

## ویژگی‌های ظاهری و اخلاقی
علی النقی همچون جدّش علی بن موسی الرضا و پدرش محمد تقی گندم‌گون توصیف شده‌است. راویان او را دارای چشمانی سیاه و فَراخ، بینیِ کشیده، دندان‌های فاصله‌دار و چهره‌ای گشاده توصیف کرده‌اند که مانند جَدَّش محمد باقر، دارای شانه‌های پهن و مفاصلِ درشت و میانه‌بالا بوده‌است. علی النقی به‌خاطر تقوا و فروتنی‌اش مورد احترام بود. بنا بر آنچه در تاریخ یعقوبی و مسعودی ثبت شده، هادی ساکت و خوش‌خُلق توصیف شده که با اینکه از سوی متوکل آزارِ زیادی دیده، جانبِ صبر را رها نکرده و وقارش را حفظ کرده‌است. نقشِ انگشترش «الله رَبّی و هُوَ عِصمَتی مِن خَلقه» بوده‌است. به‌نوشتهٔ قرشی، وقتی یک چادرنشینِ مقروض جهت درخواستِ کمک برای ادای قرضش به او مراجعه کرد، هادی هیچ سرمایه‌ای در خانه نداشت، اما او را رد نکرد. هادی به او یادداشتی داد مبنی بر اینکه از او مبلغی طلب دارد، و به مرد توصیه کرد وقتی در جایی با عده‌ای جلسه دارد، بر آنان وارد شود و به اصرار از او (هادی) بخواهد تا طلبش را — که سندش را در دست دارد — پس دهد. مردِ مقروض به توصیهٔ هادی عمل کرد. هادی در حضورِ جمع از او عذر خواست که قادر به بازپرداختِ قرضش نیست. چند نفر از افرادِ حکومتی حاضر در جلسه، خبر را به خلیفه رساندند. متوکل سی‌هزار درهم برای هادی فرستاد و هادی پول را به مردِ مقروض داد.

## موقعیت علمی و روایی

### مسائل کلامی
به‌نوشتهٔ جعفریان، امامان شیعه همیشه بر تنزیه — در مقابل تشبیه — خداوند، تأکید داشته‌اند هر چند شیعه همیشه متهم به تشبیه بوده‌است. روایاتِ ائمه در ردِّ تشبیه در کتاب اَلتُّوحید شیخ صَدوق جمع‌آوری شده‌است. به‌اعتقادِ جعفریان دلیل این اتهام، کاربرد «جسم» و «شیء» در کلام هُشام بن حَکَم از اصحاب امام بوده، هرچند منظورِ هشام از «جسم» و «شیء»، «وجود» بوده‌است.
بااین‌حال، هادی با نظریهٔ هشام (با نظریه‌ای که به نام هشام شایع شده بود)، مخالفت کرد و در فرصت‌های مختلف هشام را از اعتقاد به تشبیه مبری کرد. در این‌باره، بیش از بیست و یک روایت از هادی باقی مانده‌است از جمله خطاب به صَقر بن ابی‌دُلَف که «از ما نیستند کسانی که گمان می‌برند خدای عزوجل جسم است و ما در دنیا و آخرت از آنها بیزاریم. ای پسر ابی‌دلف! جسم، خود مخلوق است و پدیدآورندهٔ آن خداست و اوست که بدان جسمیت بخشیده‌است.»
به‌اعتقادِ جعفریان، بیشترین احتجاج‌هایی که از هادی باقی مانده، در موضوعِ جبر و اختیار است. در این زمینه از هادی رسالهٔ مفصلی دربارهٔ مباحثِ کلامیِ شیعه باقی مانده‌است. در بخشی از این رساله آمده‌است: «در امر و نهی، حقِّ انتخاب و اختیار با خداست. به آنچه می‌خواهد، امر و از آنچه اکراه دارد، نهی کرده و بر اساسِ آن مؤاخذه می‌فرماید، به‌خاطر آن که به بندگانِ خود تواناییِ پیروی از اوامر و پرهیز از گناهان را عطا فرموده‌است…» نیز هادی در این رساله به شبهاتی که با توجه به ظواهرِ آیاتِ قرآن در اثباتِ جبر به آن استدلال شده، پاسخ می‌دهد.
حُدوث و قِدَمِ قرآن، از جمله مسائلی است که در آغاز قرن سوم هجری قمری، اهل سنت را به خود مشغول داشته‌است و موجبِ انشعاب در میان آنها شده‌است. نخستین بار احمد بنِ اَبی‌دُؤاد این مسئله را مطرح کرد. سپس مأمون و به‌دنبالش معتصم تلاش کردند جانبِ خلقِ قرآن را بگیرند و علما و محدثان را بر قبولِ این نظریه وادارند. این فشار به‌عنوان «مِحْنَةُ الْقرآن» در تاریخ شهرت یافت. احمد بن حَنبَل، از مخالفانِ این نظریه، سختی زیادی را تحمل کرد. با به‌حکومت رسیدن متوکل و طرفداری او از ابن حنبل، نظریهٔ قدیم بودنِ قرآن پاگرفت. متوکل با طرفداری از ابن حنبل و مذهبِ اهل حدیث، نظریاتِ مخالف را با عنوان «بدعت» رد کرد. به‌اعتقادِ جعفریان در همین دوره بود که اهل حدیث، «سنّی»، و مخالفین‌شان اهل بدعت نام گرفتند. مسئلهٔ حدوث یا قدمِ قرآن در میان شیعه اما بحثی عَبَث تلقی می‌شده‌است و ائمهٔ شیعه، از جمله هادی، از شیعیان خود خواستند در این مسئله ورود نکنند.

### مباحثات

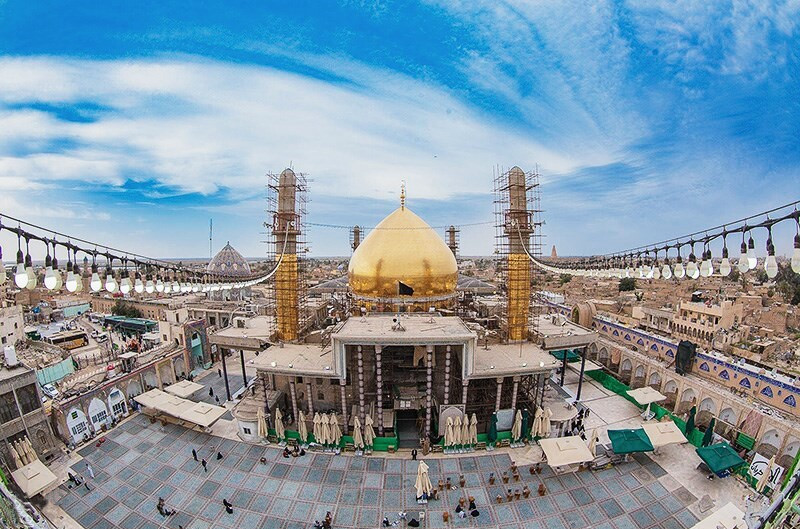
مقبره هادی در سامرا؛ فرزندش حسن عسکری نیز در همین بقعه مدفون است.

دربارهٔ اهمیتی که هادی برای علما قائل بود، قرشی به روایتی از اَلْاِحتِجاجِ طَبرِسی استناد می‌کند که در آن هادی عالمی را که بر او وارد شده بود احترام زیادی کرد و او را در کنار خود نشاند طوری که اعتراض هاشمیانِ مجلس را برانگیخت. هادی در پاسخ به اعتراض بزرگان هاشمی، به آیاتی از قرآن استناد کرد که «خدا [رتبه] کسانی از شما را که گرویده و کسانی را که دانشمندند [بر حسب] درجات بلند گرداند.» و «آیا کسانی که می‌دانند و کسانی که نمی‌دانند یکسانند؟» به‌عقیدهٔ هادی خداوند همان‌طور که مؤمن را به غیرمؤمن ترجیح داده، مؤمنِ دانشمند را از مؤمنِ غیردانشمند، برتر دانسته اما برای نسبِ خانوادگی چنین برتری‌ای قائل نشده‌است.
به‌نوشتهٔ قرشی یکی از پرسش‌هایی که ابن سِکّیت به‌قصدِ به‌چالش کشیدنُ هادی در حضور علمای دین و در قصرِ متوکل از او پرسید، این بود که چرا خداوند موسی را با عصا و یَدِ بَیْضا نزد مردم فرستاد، عیسی را با شفای نابینا و جُذامی و زنده کردنِ مرده، اما محمد را با قرآن و شمشیر به رسالت مبعوث کرد؟ به‌عقیدهٔ هادی، تفاوتِ معجزاتِ پیامبران به تفاوت مقتضیاتِ زمان‌شان ربط داشت. در عصرِ موسی سِحر و جادو رواج داشت و عصا و یدِ بیضای موسی می‌بایست در جهت مقابله و به شکست کشیدنِ آن باشد؛ در عصر عیسی، علم طب غالب بود و عیسی می‌بایست با شفای نابینا و جذامی و زنده کردن مرده، این علم را به مقابله بطلبد؛ و در عصرِ محمد شعر و شمشیر غلبه داشت؛ پس محمد با قرآن، شعر را و با شمشیرش، شمشیرشان را به شکست و تسلیم واداشت.
یکی دیگر از موضوعاتی که هادی دربارهٔ آن به چالش کشیده شد، سیاست‌های جنگیِ علی بن ابی‌طالب بود. به‌نوشتهٔ قرشی، این مسئله توسط یَحیَی بن اَکثَم به‌منظور امتحان کردنِ هادی به‌وسیلهٔ متوکل دعوت شده بود، مطرح شد. بنا بر روایتی که در مَناقبِ ابن شهرآشوب و تُحَفُ الْعُقولِ ابن شُعبهٔ حَرّانی آمده‌است، پس از آنکه هادی موفق شد به این پرسش‌ها پاسخ دهد، یحیی از متوکل خواست از پرسیدنِ بیشتر خودداری کند، چون این کار علم او (هادی) را آشکار و باعثِ تقویتِ رافضی‌ها (شیعیان) در بین مردم خواهد شد. از جمله پرسش‌هایی یحیی این بود که چرا علی بن ابی‌طالب در جنگ صِفّین همهٔ افرادِ دشمن را — چه آنان که فرار می‌کردند و چه کسانی که حمله می‌کردند — می‌کشت اما در جنگ جَمَل دستور داد هرکس در خانه‌اش پناه گرفته در امان باشد؟ پاسخ هادی این بود که در جنگ جمل، سرانِ لشکرِ مقابلِ علی کشته شده بودند و افرادِ لشکر، فرماندهی نداشتند تا به او برگردند و دوباره تجهیز شوند؛ اما در جنگ صفین، سربازانِ مقابلِ علی به لشکرِ مجهزی تعلق داشتند با فرماندهی که آنان را به انواعِ تجهیزات مجهز کرده بود؛ و اگر علی آنان را رها می‌کرد دوباره زخم‌هاشان مداوا می‌شد و با هدایا و دستمزدِ فراوان به جنگ با او ترغیب می‌شدند.
هادی با کسانی که برای خداوند بدنِ مادی تصور می‌کنند، مخالفت کرده و اظهار می‌داشت کسی که چنین اعتقادی داشته باشد از ما نیست. او استدلال می‌کرد که ماده یا بدن، مخلوقِ خداوند است، و خداوند به آن سر و شکل داده‌است. تصور و تجسمِ خداوند در یک بدنِ مادی، به‌معنیِ نیازمندیِ خداوند و محدود کردنش در بدن و شکل و مساوی دانستنِ او با بشر از لحاظ نیاز به بدن است. هادی توصیفِ وجودِ خداوند را غیرممکن دانسته و می‌گوید خداوند آنقدر بزرگ است که در خیال بشر نمی‌گنجد؛ و خداوند خودش فقط می‌تواند خود را توصیف کند. هادی از این بحث استفاده کرده تا نتیجه بگیرد که پیامبران و امامان نیز قابل وصف نیستند به‌خاطر اینکه در نتیجهٔ اطاعت و بندگیِ خداوند به اندازه‌ای به خدا نزدیک شده‌اند که از دایرهٔ تصور انسان فراتر رفته‌اند.
مسئلهٔ تحریفِ قرآن از جمله مسائلی است که غلات به آن دامن زده و باعث حملهٔ دیگر فِرَقِ اسلامی به شیعه شده‌اند. به نقل از فَضل بن شاذان در اَلْایضاح خَیّاطِ مُعتَزِلی در اَلْاِنتصار، اعتقاد به تحریفِ قرآن در قرن سوم هجری قمری به شیعه نسبت داده شده‌است. هرچند اکثریتِ مسلمانان از سنی و شیعه — به‌جز غلات — با این اعتقاد مبارزه کرده‌اند. هادی در ضمن رسالهٔ مفصلی که ابن شعبه حرّانی آن را روایت کرده‌است، ضمن تأکید بر اصالتِ قرآن، آن را به‌عنوان معیاری دقیق برایِ تشخیص احادیثِ صحیح از ناصحیح به‌کار می‌برد. به‌عنوان نمونه، حدیثِ ثَقَلَیْن را با توجه به آیهٔ ولایت و شأن نزولی که برای آن در احادیث اهل سنت ذکر شده، تفسیر می‌کند. دربارهٔ حدیثِ «لا جَبرَ و لا تَفویضَ، بَل اَمرٌ بینَ الْاَمرَیْن» به ده‌ها آیه از قرآن استناد می‌کند که از جهتی به جبر و از جهتی به تفویض اشاره دارند.

## آثار

### رساله و حدیث
رساله‌ای در موضوع اختیار و چند متن و اظهار کوتاه یا حدیث به علی النقی نسبت داده می‌شود که توسط ابن شعبه حرانی در کتاب تحف العقول جمع‌آوری شده‌اند.
به گفته حمید موانی، بیشتر احادیث شیعه دربارهٔ خمس نیز به هادی و سلف او، جواد منسوب است.
دونالدسون یکی از روایات نبوی را به واسطهٔ هادی نقل می‌کند که در آن ایمان بر خلاف اسلام که گواهی زبانی است، به عنوان چیزی که دل به آن گواهی می‌دهد؛ و با اعمال تثبیت می‌شود، تعریف می‌شود. همچنین هادی در حدیث دیگری که در کافی نقل شده، غیبت نوه اش، امام دوازدهم را پیش‌بینی می‌کند و از او به عنوان حجّت آل محمد یاد می‌کند.

### ادعیه
به‌اعتقادِ جعفریان، در هیچ‌یک از فرقه‌های اسلامی به‌مانند شیعه دعا نقش ندارد. کارکردِ این دعاها گوناگون ذکر شده‌است. یکی از آنها، تعمیقِ رابطهٔ شیعیان با اهل بیت بوده‌است طوری که ادعیهٔ باقی‌مانده از هادی معمولاً با صلوات بر محمد و آل محمد شروع می‌شود.

#### زیارت جامعه کبیره
زیارتِ جامعهٔ کبیره یکی از زیارت‌نامه‌هایی است که علی النقی به یکی از اصحابش تعلیم داده‌است تا در هنگام زیارتِ امامان خوانده شود، و از آنجاییکه مختص امامی خاص نیست، «جامعه» نامیده می‌شود. این زیارت‌نامه، توصیف بلند و بلیغی از جوانب مختلف اصل ولایت و امامت به عنوان یکی از اصول پیشران جامعهٔ شیعی به حساب می‌آید.
نقشِ این زیارت، تأکید بر رهبریِ ائمهٔ شیعه به‌عنوان پیشوایانِ حکومتِ اسلامی است. عباراتی چون «اَئِمَةُ الْهُدیٰ»، «وَرَثَةُ الْاَنبیاء» و «حُجَجُ الله» بر این معنی تأکید دارند. هادی در این دعاها، نور و برهانِ خداوند را نزد اهل بیت می‌داند و تنها کسانی را بر حق می‌داند که از این معارف بهره می‌گیرند.
توصیف رابطه ائمه با پیامبر و همچنین ارتباط امامت و توحید، توصیف مقام علمی و سیاسی و اخلاقی ائمه، و نیز پرداختن به عصمت و تولی و تبری از دیگر جنبه‌های این زیارت‌نامه به‌شمار می‌رود. «شرح الزیارة الجامعة الکبیرة»، شرح چهار جلدیِ احمد احسائی بر این زیارت می‌باشد و از آن به عنوان علمی‌ترین و مفصل‌ترین شرح این زیارت‌نامه یاد می‌شود.

#### زیارت غدیریه
برشمردن فضایلِ علی بن ابی‌طالب و اشاره به مشکلاتِ سیاسی و اجتماعی دورانِ وی، بخشی از فرازهای غدیریه را تشکیل می‌دهد.

#### دعاء المظلوم علی الظالم
«دعاءُ الْمظلوم علَی الظّالم» از جمله دعاهای هادی است که در آن از خداوند برای مبارزه با ستم استمداد شده‌است. به‌اعتقاد جعفریان، گرچه در این دعا، رفعِ ستم به خداوند واگذار شده اما نقشِ مهمِ آن، آگاه کردنِ مردم نسبت به ستمِ ظالمان است. چنانچه این دعا در واکنش به اهانتی بود که متوکل به هادی روا داشت.

## در دیدگاه‌ها

### دیدگاه اهل سنت
فضل بن روزبهانِ شافعی، هادی را با عنوان «اَلشّهید بِکَیْدِ الْاَعداء» توصیف می‌کند. اَبُوالْفَلاح حَنبَلی و یافِعی هادی را فقیه، امام و مُتَعَبِّد توصیف کرده‌اند. ابن صَبّاغ مالکی از قول یکی از اهل دانش، او را بر خوی نَبَوی و خُلقِ عَلَوی و دارای روحی پاک و همتی والا توصیف کرده که کسی از مردم همسان و نظیرش نبوده‌است. ذَهَبی از هادی به‌عنوان فقیه و ابن حَجَر او را وارثِ دانش و سخاوتِ پدرش (جواد) می‌داند. محمد بن طَلحهٔ شافعی در مَطالِبُ السَّؤُول، او را پایین‌تر از درجهٔ نبوّت، اما در اوجِ عظمت و شخصیت معرفی می‌کند. خیرالدّین زِرِکْلی او را از پرهیزکاران می‌شمرد. شَبْلَنْجی از کثرت مناقبِ هادی سخن می‌گوید و ابن کَثیر او را عابد و زاهد معرفی می‌کند.

### دیدگاه شیعه
منابع شیعی و سنی کرامات زیادی را به هادی نسبت می‌دهند. از جمله اینکه به زبانِ ایرانیان، اسلاوها، هندیان و نبطیان مسلط بوده و طوفان‌های غیرمنتظره، رخدادها و مرگ و میرها از جمله مرگ متوکل را پیش‌گویی کرده‌است. همچنین هادی بر اساس روایات شیعی، در حضور متوکل، و برای اثبات این امر که شیرها به اولادِ واقعیِ علی بن ابی‌طالب آسیبی نمی‌رسانند، زنی را که ادعای فرزندی علی را داشت، رسوا کرد. معجزهٔ مشابهی به پدربزرگش، علی بن موسی الرضا نسبت داده شده‌است. بنابر روایت شیعی دیگری، هادی شیری را که بر فرشی نقش بسته بود، زنده کرد و آن را واداشت تا شعبده‌بازی هندی را — که به‌دستور متوکل، سعی کرد با شعبده‌اش او را مسخره کند — ببلعد. همچنین روایت شده‌است که هادی مُشتی ماسه و سنگ را برای یکی از پیروانِ فقیرش به طلا تبدیل کرد.

## در فرهنگ مردمی
شاهین نجفی، خوانندهٔ ایرانی در ترانه «نقی» به علی النقی اشاره می‌کند. این ترانه با واکنش‌های زیادی همراه بود.
همچنین کمپین یادآوری امام نقی به شیعیان در فیس بوک با دستمایه قرار دادن اسم «نقی» با زبانی طنز به انتقاد از روحانیت و حکام اسلامی پرداخته‌است.

## سال‌شمار
سال میلادی
سال میلادی
توضیحات
- مقیاس نمودار در ردیف نخست با مقیاس ردیف دوم (مرتبط با حجت بن الحسن) یکسان نیست.